# HMS Santa Dorothea
La Santa Dorotea est une frégate de 34 canons lancée en 1775 au Ferrol pour la marine espagnole. Capturée en 1798 au large de Carthagène par le HMS Lion (en), elle intègre la Royal Navy sous le nom de HMS Santa Dorothea et passe l'essentiel de sa carrière dans la mer Méditerranée avant d'être démolie à Portsmouth en 1814.